# Condado de Macon (Alabama)
El condado de Macon (en inglés: Macon County), es un condado del estado estadounidense de Alabama que fue fundado en 1832 y se le llamó Macon en honor al senador Nathaniel Macon. En el año 2000 tenía una población de 24 105 habitantes con una densidad de población de 63,6 personas por km². La sede del condado es Tuskegee.

## Geografía
Según la oficina del censo el condado tiene una superficie total de 1580 km² (610 mi²), de los que 1554 km² (600 mi²) son tierra y 26 km² (10,0 mi²) (1,25%) son agua.

### Condados adyacentes
- Condado de Tallapoosa - norte
- Condado de Lee - noreste
- Condado de Russell - sureste
- Condado de Bullock - sur
- Condado de Montgomery - suroeste
- Condado de Elmore - noroeste

### Principales carreteras y autopistas
- Interestatal 85
- U.S. Autopista 29
- U.S. Autopista 80
- Carretera estatal 14
- Carretera estatal 49
- Carretera estatal 81

## Demografía
Según el 2000 la renta per cápita media de los habitantes del condado era de 21 180 dólares y el ingreso medio de una familia era de 28 511 dólares. En el año 2000 los hombres tenían unos ingresos anuales 25 971 dólares frente a los 21 773 dólares que percibían las mujeres. El ingreso por habitante era de 13 714 dólares y alrededor de un 32,80% de la población estaba bajo el umbral de pobreza nacional.

## Ciudades y pueblos
- Franklin
- Creek Stand
- Notasulga (de modo parcial)
- Shorter
- Tuskegee

## Espacios protegidos
Dispone del Tuskegee Airmen National Historic Site que está gestionado por el Tuskegee Institute National Historic Site dependiente de la Universidad Tuskegee y del Tuskegee National Forest que es un bosque con una extensión de 45,54 km².